# George Marsaglia
George Marsaglia (* 12. März 1924 in Denver; † 15. Februar 2011 in Tallahassee) war ein US-amerikanischer Mathematiker und Informatiker.

## Leben
Marsaglia besuchte das Clayton College in Denver, eine Waisenschule, war bei den Army Air Forces und studierte danach an der Colorado State University Physik mit dem Bachelor-Abschluss und an der Ohio State University Mathematik mit dem Master-Abschluss und der Promotion bei Henry Mann 1951 (Stochastic processes and classes of random variables). Danach war er als Fulbright-Stipendiat an der University of Manchester bei Alan Turing. Marsaglia lehrte an der University of Montana, war Fulbright-Professor an der Universität von Rangoon in Burma, lehrte an der Oklahoma State University und der University of North Carolina und war bei der Firma Westinghouse und als Forschungsmathematiker bei Boeing in Seattle. In dieser Zeit war er Adjunct Professor an der University of Washington. Anschließend war er an der McGill University in Montreal als Leiter der Abteilung Informatik und in gleicher Funktion danach an der Washington State University. Ab 1985 war er an der Florida State University (Supercomputer Computations Research Institute und Fakultät für Statistik). Er ging 1996 in den Ruhestand und war Professor emeritus sowohl an der Washington State University als auch an der Florida State University.
Marsaglia befasste sich intensiv mit der Erzeugung und dem Testen von Zufallszahlen zum Beispiel mit Anwendung in der Kryptologie und zeigte die Unzulänglichkeiten älterer Verfahren auf. Er entwickelte die Polar-Methode zur Erzeugung normalverteilter Zufallszahlen. Im Jahr 1968 stellte er den nach ihm benannten Satz von Marsaglia auf, der sich mit bestimmten Eigenschaften linearer Kongruenzgeneratoren befasst. Marsaglia entwickelte eine Reihe von Tests für Zufallszahlengeneratoren, die er 1995 auf CD veröffentlichte (sogenannte Diehard Tests).
Außer in Europa und den USA und Kanada war er Gastdozent und Gastwissenschaftler in Taschkent, Mexiko, Madras, Hongkong und Peking.
Er war verheiratet und hatte einen Sohn. Als Hobby befasste er sich mit Golf, Elektronik und verschiedenen Handwerken.

## Schriften
- Random numbers fall mainly in the planes. In: Proc. Nat. Acad. Sci., Band 61, 1968, 25, pnas.org